# Marguerite Picard
Marguerite Picard fou una soprano francesa.
Va debutar el 16 juliol de 1897 a l'Òpera de París amb Els hugonots (Valentine), també hi cantaà Aida (Aida). El 1898 apareix a Lohengrin (Ortrude) i Die Walküre (Brunilda). La temporada 1901-1902 va actuar al Gran Teatre del Liceu de Barcelona. El 1913 i 1914 va actuar al Teatre Municipal de São Paulo.